# 平瀬智行
平瀬 智行（ひらせ ともゆき、1977年5月23日 - ）は、鹿児島県出身 の元サッカー選手。ポジションはFW。

## 経歴
鹿児島市立西陵小学校、鹿児島市立西陵中学校を卒業。1993年、鹿児島実業高等学校に入学。3年時の第74回高校サッカー選手権で優勝（静岡学園高と両校優勝）を果たすと、1996年に鹿島アントラーズへ入団。同期に柳沢敦や池内友彦がいる。1998年にはブラジルのCFZ・ド・リオへ留学を果たし、1999年、当時の代表監督フィリップ・トルシエに見込まれ、シドニーオリンピック予選の代表に選出された。アジア予選ではゴールを量産し、チーム最多の17得点を挙げる活躍を見せ、本戦出場の原動力となった。バーモントカレーのCMや同年のNHK紅白歌合戦にゲストとして出演した。
しかしシドニーオリンピック本大会では、メンバー入りしたものの高原直泰、柳沢に次ぐ3番手の扱いとなり、チーム戦術も試合後半にFWを減らし1トップにシフトする戦術を取ったため出番は限られ、見せ場を作ることは出来なかった。一方、鹿島ではJリーグ初の三冠（J1、ナビスコ杯、天皇杯）制覇を経験し、フル代表にも選出された。2002年7月に横浜F・マリノスへ半年間レンタル移籍。翌年に鹿島へ復帰を果たすが、2004年8月に今度はヴィッセル神戸へ完全移籍。2ndステージ3節に初ゴールを挙げた。2005年はリーグ戦では開幕からベンチ外となっていたが、松永英機、エメルソン・レオンの後に就任したパベル監督の初陣となった第13節千葉戦で7カ月ぶりに出場機会を得るといきなりゴールを決めた。その後はレギュラーに定着したがクラブを降格から救うことはできなかった。2006年から背番号を14番に変更。3ゴールにとどまったが、重要な局面での活躍もありサポーターから「平瀬様」「14番様」などと神様的存在で慕われていた。2007年シーズンは股関節の故障や新加入選手のあおりを受け、シーズン終了を以て戦力外となり退団。
一時は引退も考えたが、旧知の仲でベガルタ仙台の監督に就任したばかりの手倉森誠に請われる形で仙台へ完全移籍。仙台ではエースストライカーとして活躍し、鹿島に在籍していた2000年シーズン以来、8シーズンぶりの２桁得点を記録。チームはJ1・J2入れ替え戦（対ジュビロ磐田）に回るが、第1戦は体調不良で欠場、第2戦は後半から途中出場するが、満足な結果を残すことはできず。結局、1分1敗でJ1昇格を果たすことはできなかった。2009年はリーグ戦40試合に出場し8得点。FWとしては満足な仕事はできなかったものの、チームのJ1復帰並びにJ2初優勝に貢献。同年の天皇杯準々決勝（対川崎フロンターレ）では延長後半に決勝ゴールを挙げ、チームを初のベスト4へ導いた。
2010年11月30日、同年シーズン限りでの現役引退を発表。12月4日のJ1最終節（対川崎フロンターレ）では控え選手としてベンチ入りしたもののチームが残留争いの渦中にあった上にビハインドを背負っていたために出場機会はなく、15年間の現役生活に終止符を打った。
2011年、岩本輝雄の後任として仙台の第2代アンバサダーに就任。
2013年7月、東北社会人リーグ2部のブランデュー弘前FCに入団。当初は9月22日に開催されたラインメール青森FC戦限定の契約だったが、その後も2017年まで引き続き選手としてプレーした。
2018年2月、ベガルタ仙台のクラブコーディネーターに就任。

## 所属クラブ
- 1996年 - 2004年8月  鹿島アントラーズ
  - 1998年2月 - 同年9月  CFZ・ド・リオ（期限付き移籍）[7][8]
  - 2002年7月 - 2003年1月  横浜F・マリノス（期限付き移籍）[9][10]
- 2004年8月 - 2007年  ヴィッセル神戸[11]
- 2008年 - 2010年  ベガルタ仙台
- 2013年7月 - 2017年  ブランデュー弘前FC

## 個人成績
| 国内大会個人成績 | 国内大会個人成績 | 国内大会個人成績 | 国内大会個人成績 | 国内大会個人成績             | 国内大会個人成績 | 国内大会個人成績 | 国内大会個人成績 | 国内大会個人成績 | 国内大会個人成績 | 国内大会個人成績 | 国内大会個人成績 |
| 年度             | クラブ           | 背番号           | リーグ           | リーグ戦                     | リーグ戦         | リーグ杯         | リーグ杯         | オープン杯       | オープン杯       | 期間通算         | 期間通算         |
| 年度             | クラブ           | 背番号           | リーグ           | 出場                         | 得点             | 出場             | 得点             | 出場             | 得点             | 出場             | 得点             |
| 日本             | 日本             | 日本             | 日本             | リーグ戦                     | リーグ戦         | リーグ杯         | リーグ杯         | 天皇杯           | 天皇杯           | 期間通算         | 期間通算         |
| ---------------- | ---------------- | ---------------- | ---------------- | ---------------------------- | ---------------- | ---------------- | ---------------- | ---------------- | ---------------- | ---------------- | ---------------- |
| 1996             | 鹿島             | -                | J                | 0                            | 0                | 0                | 0                | 0                | 0                | 0                | 0                |
| 1997             | 鹿島             | 27               | J                | 1                            | 0                | 0                | 0                | 0                | 0                | 1                | 0                |
| ブラジル         | ブラジル         | ブラジル         | ブラジル         | リーグ戦                     | リーグ戦         | ブラジル杯       | ブラジル杯       | オープン杯       | オープン杯       | 期間通算         | 期間通算         |
| 1998             | CFZ              |                  | リオ州2部        |                              |                  |                  |                  |                  |                  |                  |                  |
| 日本             | 日本             | 日本             | 日本             | リーグ戦                     | リーグ戦         | リーグ杯         | リーグ杯         | 天皇杯           | 天皇杯           | 期間通算         | 期間通算         |
| 1999             | 鹿島             | 19               | J1               | 22                           | 5                | 2                | 0                | 2                | 0                | 26               | 5                |
| 2000             | 鹿島             | 9                | J1               | 26                           | 11               | 5                | 4                | 5                | 0                | 36               | 15               |
| 2001             | 鹿島             | 9                | J1               | 23                           | 0                | 3                | 1                | 3                | 2                | 29               | 3                |
| 2002             | 鹿島             | 9                | J1               | 7                            | 2                | 5                | 1                | -                | -                | 12               | 3                |
| 2002             | 横浜FM           | 18               | J1               | 19                           | 2                | -                | -                | 2                | 1                | 21               | 3                |
| 2003             | 鹿島             | 19               | J1               | 28                           | 7                | 4                | 1                | 4                | 0                | 36               | 8                |
| 2004             | 鹿島             | 19               | J1               | 11                           | 0                | 5                | 1                | -                | -                | 16               | 1                |
| 2004             | 神戸             | 32               | J1               | 10                           | 1                | -                | -                | 1                | 0                | 11               | 1                |
| 2005             | 神戸             | 21               | J1               | 19                           | 4                | 3                | 0                | 1                | 0                | 23               | 4                |
| 2006             | 神戸             | 14               | J2               | 30                           | 3                | -                | -                | 1                | 1                | 31               | 4                |
| 2007             | 神戸             | 14               | J1               | 3                            | 0                | 1                | 0                | 0                | 0                | 4                | 0                |
| 2008             | 仙台             | 14               | J2               | 38                           | 11               | -                | -                | 0                | 0                | 38               | 11               |
| 2009             | 仙台             | 14               | J2               | 40                           | 8                | -                | -                | 1                | 1                | 41               | 9                |
| 2010             | 仙台             | 14               | J1               | 11                           | 0                | 5                | 0                | 1                | 0                | 17               | 0                |
| 2013             | 弘前             | 11               | 東北2部北        | 2                            | 0                | -                | -                | -                | -                | 2                | 0                |
| 2014             | 弘前             | 14               | 東北2部北        | 3                            | 1                | -                | -                | -                | -                | 3                | 1                |
| 2015             | 弘前             | 14               | 東北1部          | 0                            | 0                | -                | -                | -                | -                | 0                | 0                |
| 2016             | 弘前             | 14               | 東北1部          | 0                            | 0                | -                | -                | -                | -                | 0                | 0                |
| 2017             | 弘前             | 14               | 東北1部          | 0                            | 0                | -                | -                | -                | -                | 0                | 0                |
| 通算             | 日本             | 日本             | J1               | 180                          | 32               | 33               | 8                | 19               | 3                | 232              | 43               |
| 通算             | 日本             | 日本             | J2               | 108                          | 22               | -                | -                | 2                | 2                | 110              | 24               |
| 通算             | 日本             | 日本             | 東北1部          | \|0                          | 0                | -                | -                | 0                | 0                | 0                | 0                |
| 通算             | 日本             | 日本             | 東北2部          | \|5                          | 1                | -                | -                | 0                | 0                | 5                | 1                |
| 通算             | ブラジル         | ブラジル         | リオ州2部        | \|\|\|\|\|\|\|\|\|\|\|\|\|\| |                  |                  |                  |                  |                  |                  |                  |
| 総通算           | 総通算           | 総通算           | 総通算           | \|\|\|\|\|\|\|\|\|\|\|\|\|\| |                  |                  |                  |                  |                  |                  |                  |

その他の公式戦
- 2001年
  - Jリーグチャンピオンシップ 2試合1得点
- 2006年
  - J1・J2入れ替え戦 2試合0得点
- 2008年
  - J1・J2入れ替え戦 1試合0得点

| 国際大会個人成績 | 国際大会個人成績 | 国際大会個人成績 | 国際大会個人成績 | 国際大会個人成績 |
| 年度             | クラブ           | 背番号           | 出場             | 得点             |
| AFC              | AFC              | AFC              | ACL              | ACL              |
| ---------------- | ---------------- | ---------------- | ---------------- | ---------------- |
| 2002-03          | 鹿島             | 19               | 2                | 1                |
| 通算             | AFC              | AFC              | 2                | 1                |

その他の国際公式戦
- アジアクラブ選手権 9試合3得点
- アジアカップウィナーズカップ 4試合6得点
- A3チャンピオンズカップ 1試合0得点

## 代表歴

### 出場大会など
- 2000年 シドニーオリンピック

### 試合数
- 国際Aマッチ 2試合 0得点(2000年)

| 日本代表 | 国際Aマッチ | 国際Aマッチ |
| 年       | 出場        | 得点        |
| -------- | ----------- | ----------- |
| 2000     | 2           | 0           |
| 通算     | 2           | 0           |

### 出場
| No. | 開催日         | 開催都市 | スタジアム | 対戦相手     | 結果 | 監督                 | 大会                 |
| --- | -------------- | -------- | ---------- | ------------ | ---- | -------------------- | -------------------- |
| 1.  | 2000年02月05日 | 香港     |            | メキシコ     | ●0-1 | フィリップ・トルシエ | カールスバーグカップ |
| 2.  | 2000年02月13日 | マカオ   |            | シンガポール | ○3-0 | フィリップ・トルシエ | アジアカップ予選     |